# Moulage par soufflage
 (avril 2015).
Si vous disposez d'ouvrages ou d'articles de référence ou si vous connaissez des sites web de qualité traitant du thème abordé ici, merci de compléter l'article en donnant les références utiles à sa vérifiabilité et en les liant à la section « Notes et références ».
Pour les articles homonymes, voir Soufflage (homonymie).

Processus d'injection et soufflage.

Le moulage par soufflage est un procédé de mise en forme par moulage de matériaux polymères thermoplastiques — issus par exemple de HDPE, LDPE, PET, PP, PVC  — qui est utilisé pour fabriquer en discontinu des corps creux, tels des bouteilles et des flacons. Le moulage par soufflage permet généralement de fabriquer des corps creux de plus faible capacité que le rotomoulage. 

## Classification
On distingue deux principaux types de moulage par soufflage : l'extrusion-soufflage et l'injection-soufflage. Ce dernier procédé produit des objets creux en matière plastique ou en verre.

## Étapes
Le processus comprend deux phases :
- à partir de la matière (granulés plastiques, par exemple) fluide, formation d'un tube extrudé en plastique (appelé « paraison ») (en extrusion-soufflage) ou d'une préforme injectée (en injection-soufflage) ;
- injection d'un gaz comprimé (air le plus souvent) à l'intérieur de ce produit creux, préalablement réchauffé, dans un moule de soufflage : la matière s'étire, vient se plaquer contre l'empreinte et épouse sa forme.

Après refroidissement, le moule s'ouvre et la pièce est éjectée.

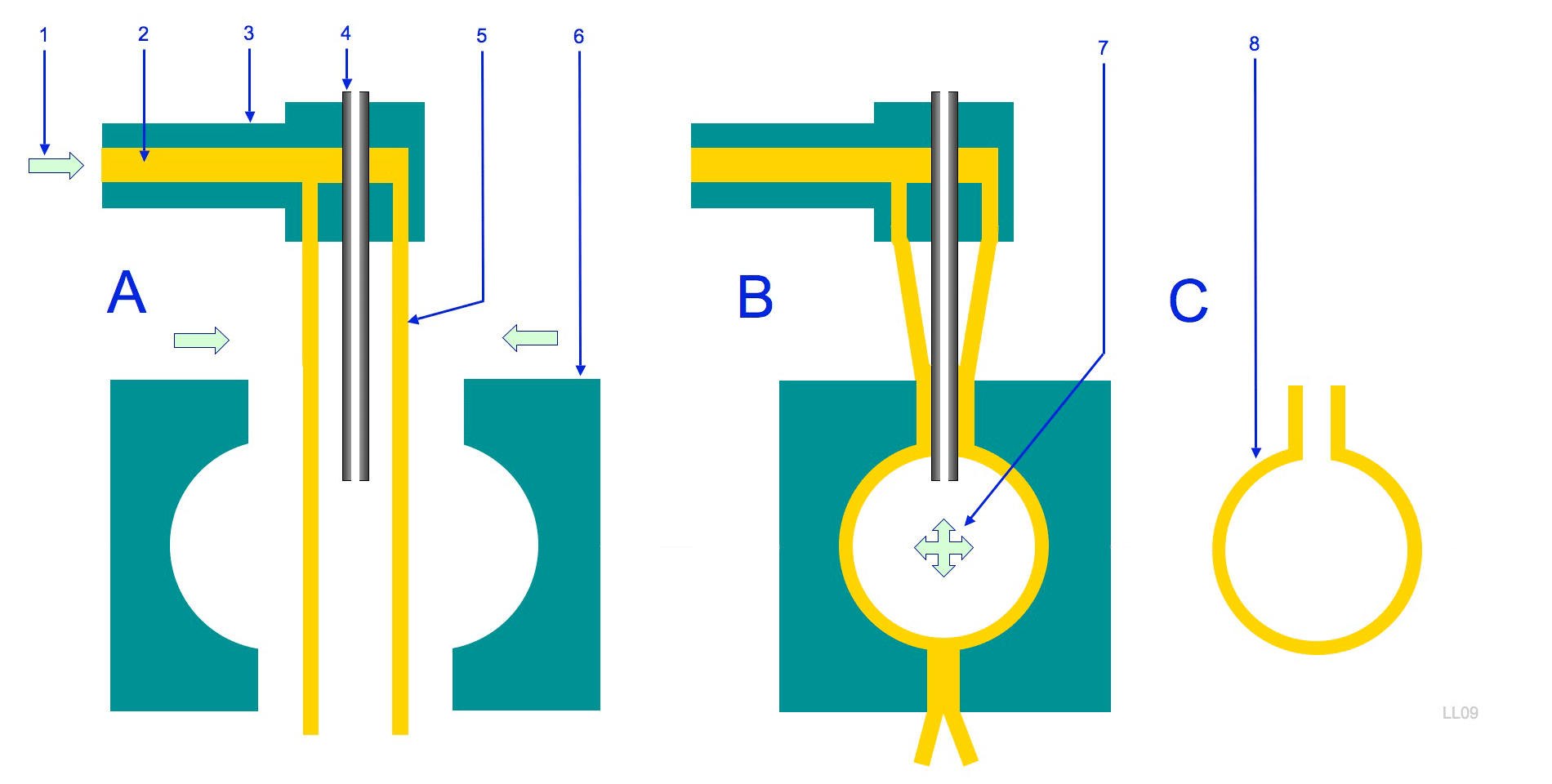
Principe de l'extrusion-soufflage.
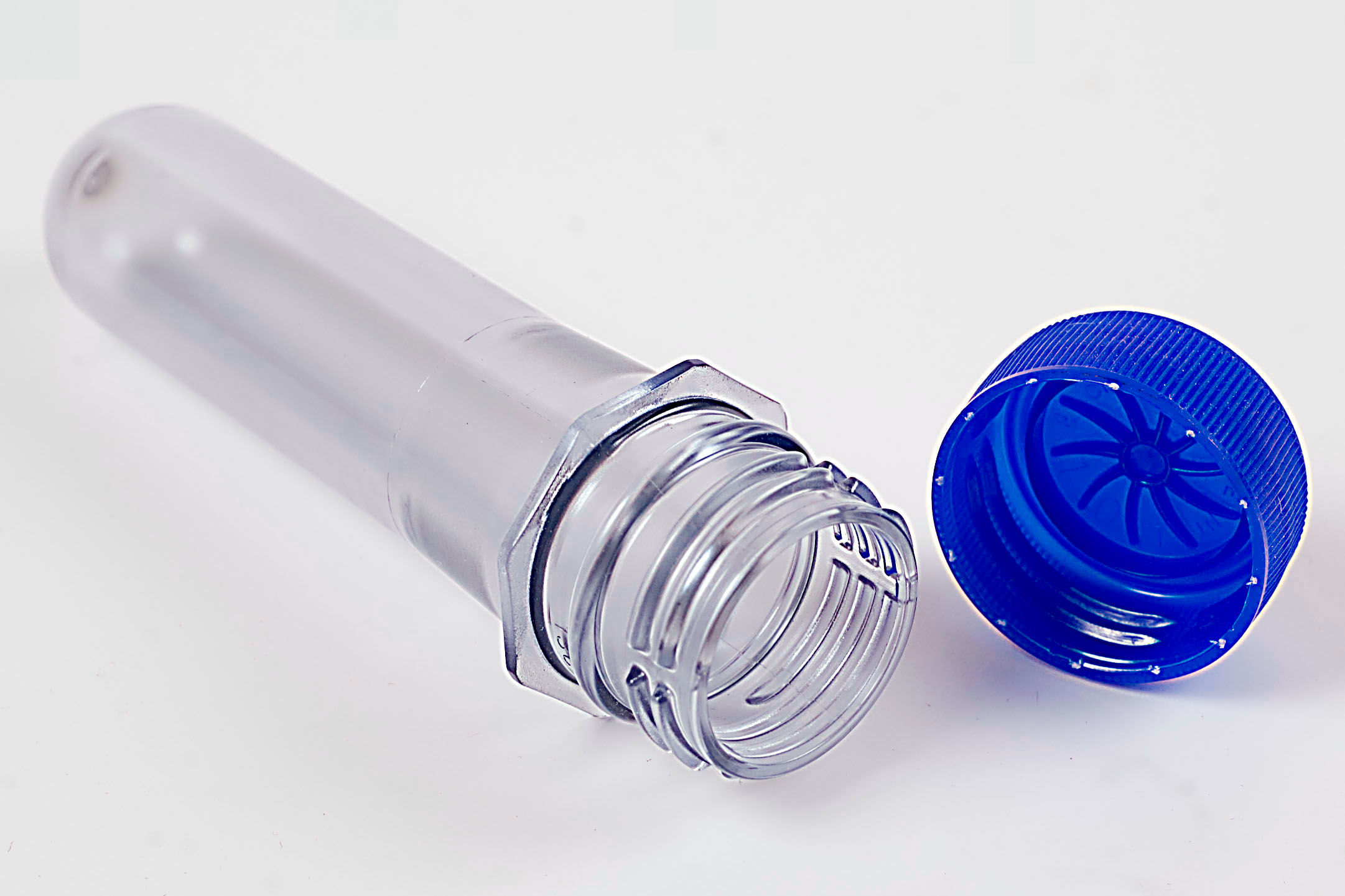
Préforme obtenue par injection, pour soufflage. Une bouteille en plastique sera obtenue.
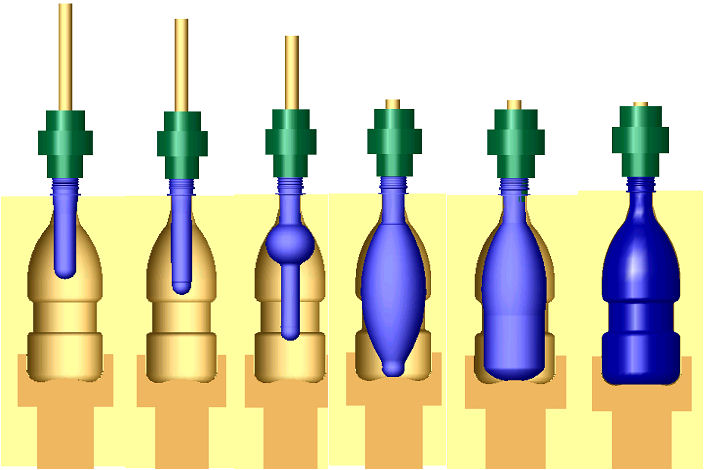
Processus d'étirage-soufflage d'une préforme.